# Lențești
Lențești, întâlnit și sub forma Lencăuți (în ucraineană Ленківці; în germană Lenkoutz sau Lențeștii de Jos și Lențeștii de Sus) este astăzi un microraion (cartier) al orașului Cernăuți, situat în partea de nord a acestuia, pe malul stâng al râului Prut. Înainte de Al Doilea Război Mondial, Lențești a fost un sat separat.

## Recensământul din 1930
Componența etnică a comunei Lențești (județul Cernăuți)
     Români (3,75%)
     Germani (2,73%)
     Evrei (6,42%)
     Ruteni (78,22%)
     Polonezi (7,77%)
     Altă etnie (1,11%)
Componența confesională a comunei Lențești
     Ortodocși (77,92%)
     Romano-catolici (10,72%)
     Mozaici (6,42%)
     Greco-catolici (4,37%)
     Altă religie (0,57%)
Conform recensământului efectuat în 1930, populația comunei Lențești (pe atunci comunele Lențeștii de Jos și Lențeștii de Sus) se ridica la 2.741 locuitori. Majoritatea locuitorilor erau ruteni (78,22%), cu o minoritate de români (3,75%), una de germani (2,73%), una de evrei (6,42%) și una de polonezi (7,77%). Alte persoane s-au declarat: ruși (23 de persoane), bulgari (1 persoană) și cehi/slovaci (3 persoane). Din punct de vedere confesional, majoritatea locuitorilor erau ortodocși (77,92%), dar existau și mozaici (6,42%), romano-catolici (10,72%) și greco-catolici (4,37%). Alte persoane au declarat: evanghelici/luterani (9 persoane) și adventiști (3 persoane), iar 3 persoane nu au declarat religia.
1930: 1431- Lențeștii de Jos și 1.310- Lențeștii de Sus (recensământ)

## Personalități
Între anii 1934-1940, și-a petrecut copilăria la bunicii săi din satul Lențești viitorul artist ucrainean Mikola Bidniak (n. 1930, Toronto-d.2000, Liov), care picta cu gura, deoarece și-a pierdut ambele mâini în anul 1945 ca urmare a faptului că a călcat pe o mină .
În 1924, în Lențești, a decedat scriitorul ucrainean Ostap Vîlșina.

## Legături externe
- pl Lenkowce în Dicționarul geografic al Regatului Poloniei și al altor țări slave, volum IX (Poźajście — Ruksze) 1888